# Cannone da campagna

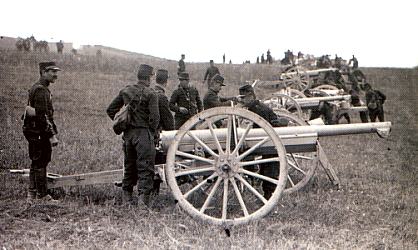
Batteria di cannoni da campagna francesi 75 mm Mle. 1897 in azione all'inizio della prima guerra mondiale.

Un cannone da campagna (o cannone campale o cannone da campo) è un tipo d'artiglieria progettata specificamente per fornire, grazie alla sua mobilità e potenza di fuoco, il supporto sul campo di battaglia alle unità di fanteria.
In origine il termine indicava piccoli cannoni che potessero accompagnare un esercito in marcia, e che in battaglia potessero essere piazzati a seconda della situazione. Questo in contrasto con i cannoni e mortai d'assedio, troppo grandi per essere spostati rapidamente, ed usabili solo in casi di assedio prolungato.
Essi (prima dell'invenzione dei proiettili moderni) avevano solitamente 2 tipi di munizione, ossia la classica palla di cannone e il "colpo a mitraglia" (comunemente chiamato col nome inglese "canistershot"), che erano dei colpi anti personale (simili alle munizioni dei fucili a canna liscia).
I due tipi di munizione furono piano piano sostituiti dai proiettili d'artiglieria come li conosciamo oggi

## Uso napoleonico
Un utilizzatore famoso in epoca precontemporanea fu Napoleone nelle cui campagne, grazie alle larghe ruote, i cannoni potevano essere spostati facilmente anche su di un campo da battaglia. Così facendo poteva spezzare le formazioni di fanteria nemica, che poi venivano finite dalla fanteria francese.

## Prima guerra mondiale
Durante la prima guerra mondiale il cannone da campagna fu ampiamente utilizzato, e varie nazioni di ambedue gli schieramenti ne svilupparono molti tipi. 
Con l'evoluzione dell'artiglieria, la maggior parte dei pezzi divenne facilmente spostabile, per strada o per rotaia, quindi la definizione di cannone campale come "arma facilmente spostabile", diede luogo ad una definizione più basata sul peso, con cannoni da campo definiti come "leggeri".
In uso britannico un cannone da campagna era qualunque pezzo di calibro fino a 4,5 pollici (112,5 mm), più grandi erano cannoni medi o pesanti.

## Seconda guerra mondiale
Dalla seconda guerra mondiale il termine fu applicato a pezzi a lunga gittata ma con basso angolo di tiro, in opposizione agli obici che sparano con alti angoli. Verso la fine della guerra la maggior parte dell'artiglieria da tiro indiretto era composta da obici.

## Dopoguerra
Dopo la seconda guerra mondiale i cannoni da campo furono poco utilizzati, in quanto il ruolo dei cannoni leggeri fu riempito da mortai, più facilmente trasportabili, che andarono via via a sostituire molte artiglierie tra i 50 e i 105 mm di calibro.

## Galleria d'immagini

### Principali cannoni campali nella Prima guerra mondiale

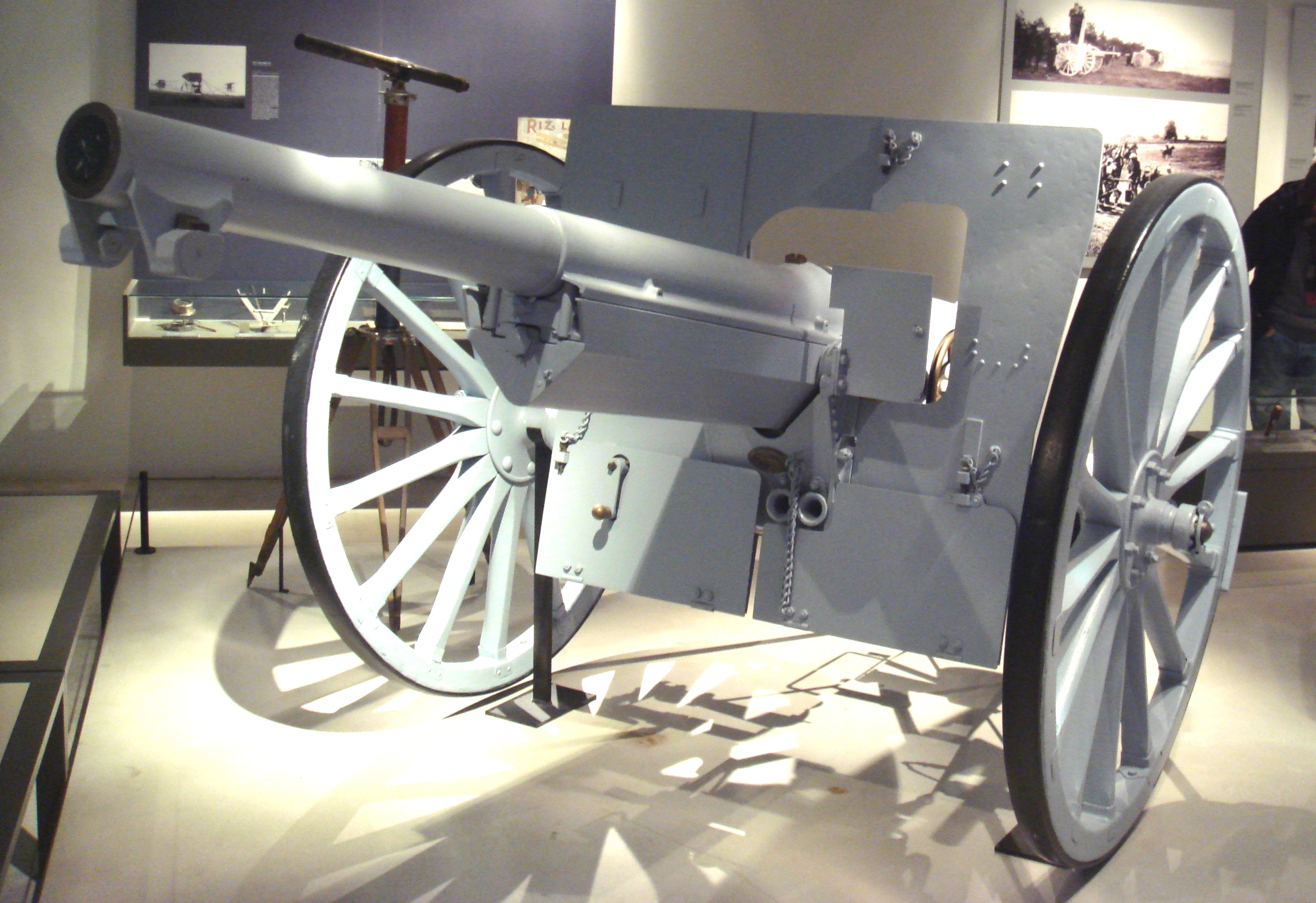
75 mm Mle. 1897 dell'Armée, primo cannone campale con affusto a deformazione e sistema di rinculo idro-pneumatico
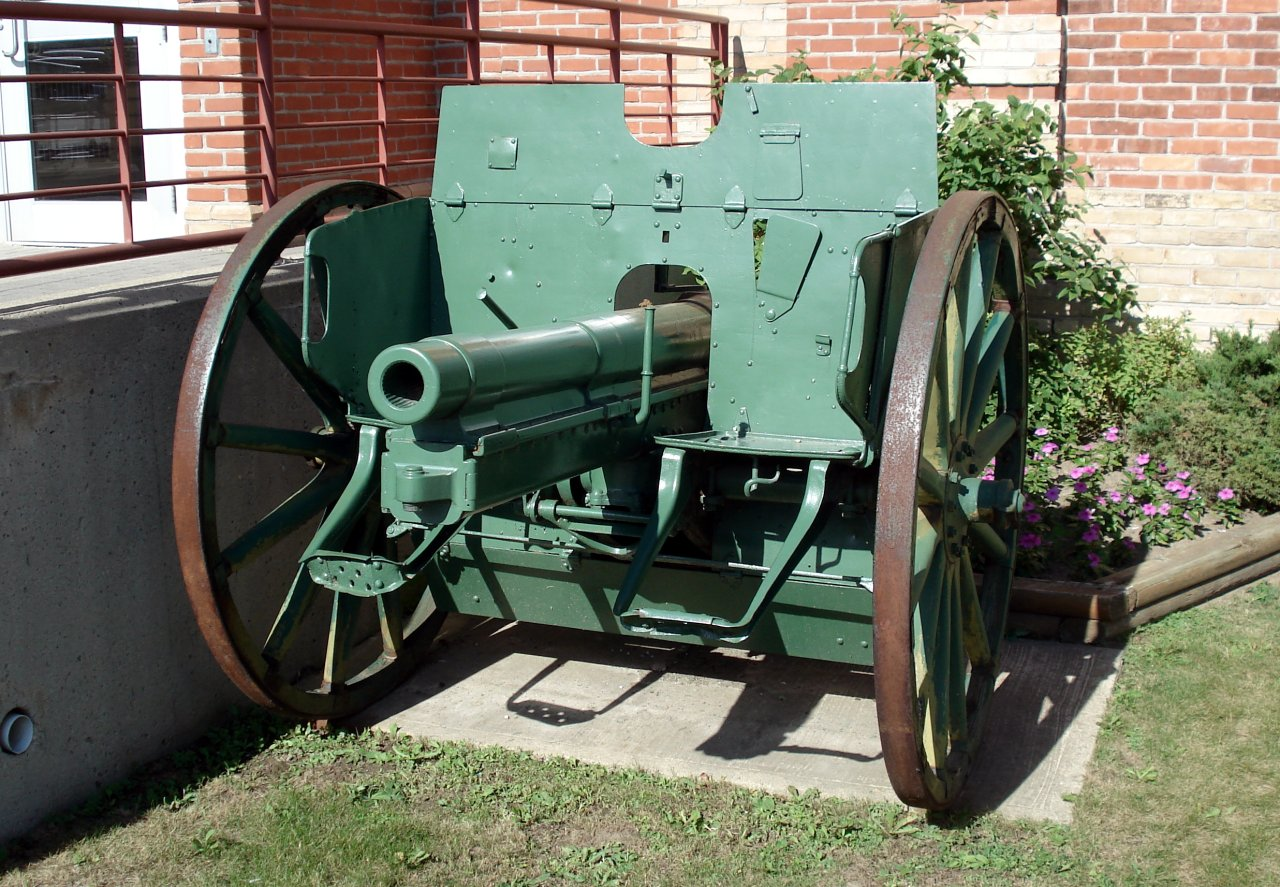
7,7 cm FK 96 nA del Deutsches Heer
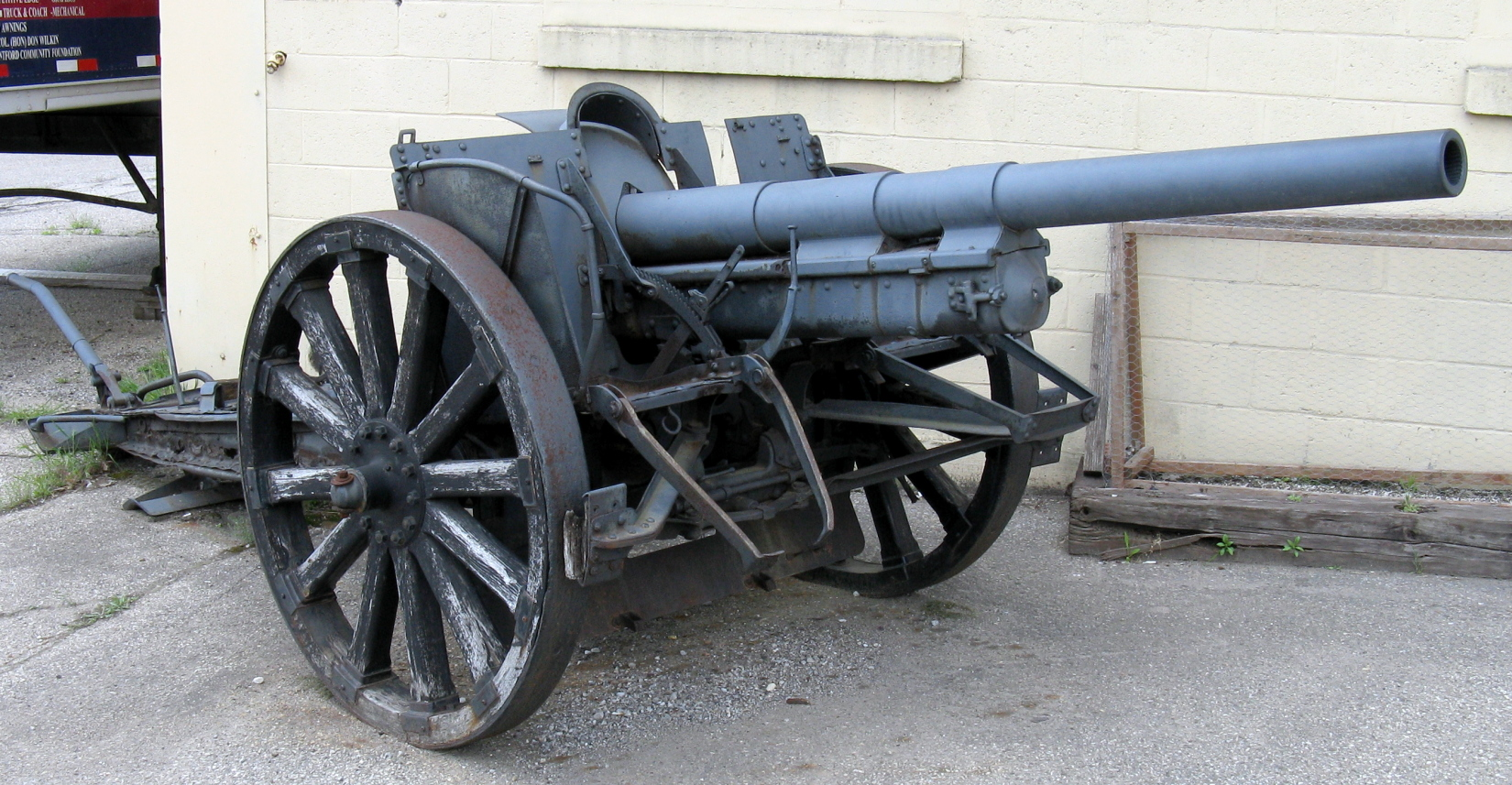
7,7 cm FK 16 del Deutsches Heer adottato nel 1916
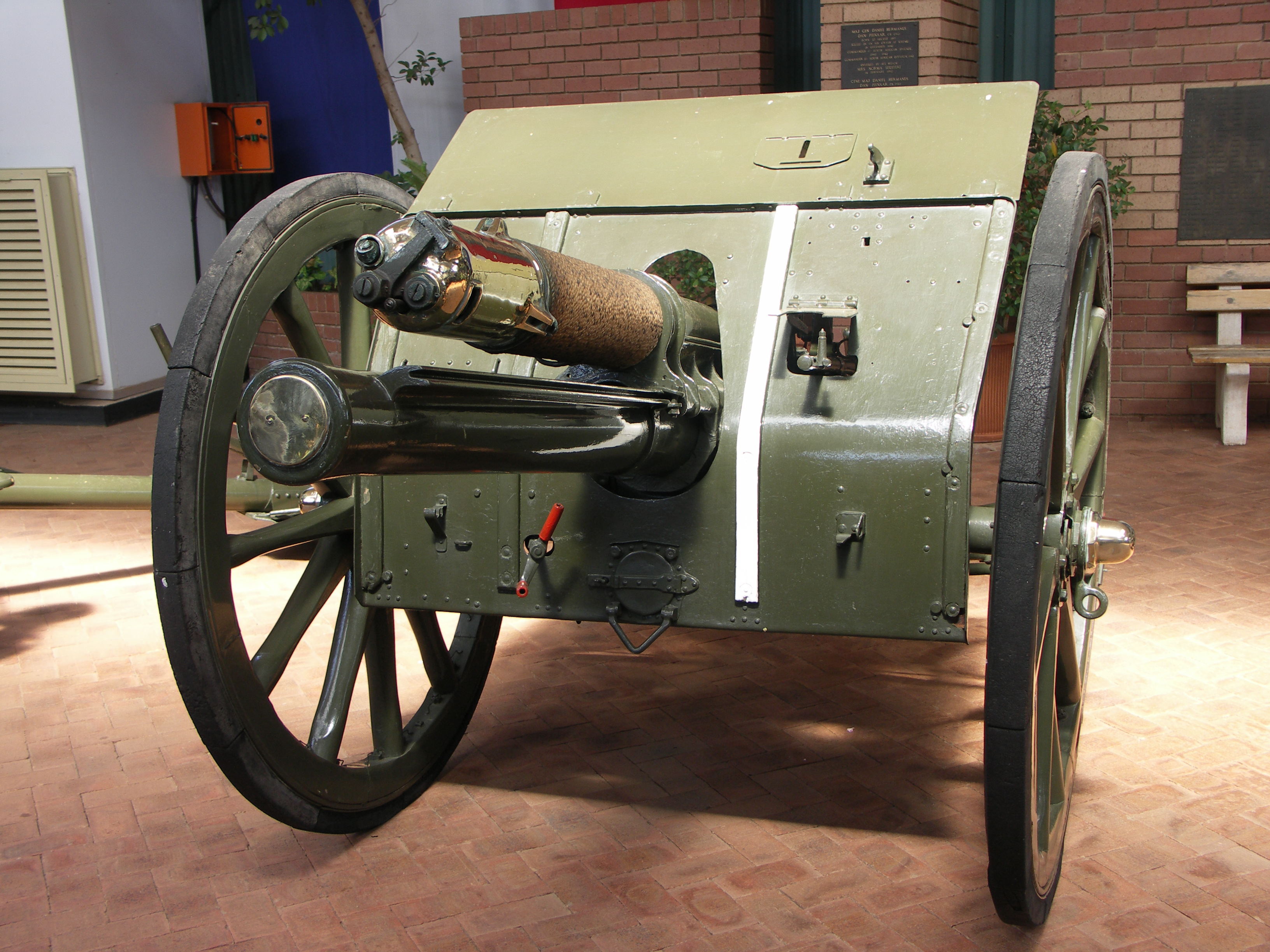
Ordnance QF 18 lb del British Army
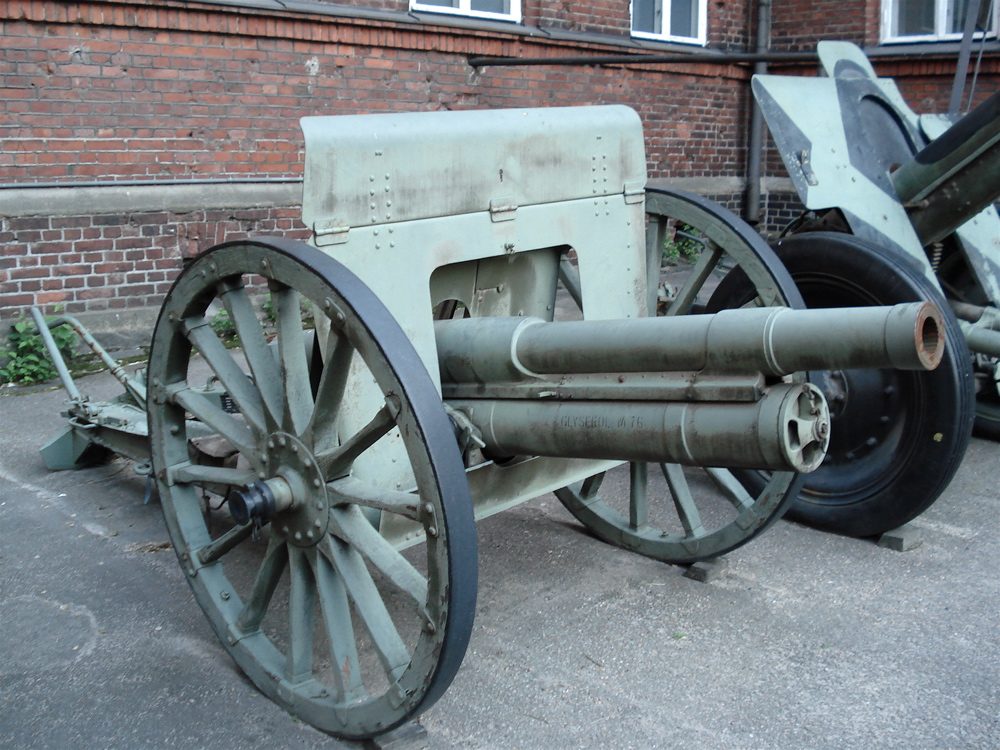
Putilov 76 mm M1902 dell'Esercito imperiale russo
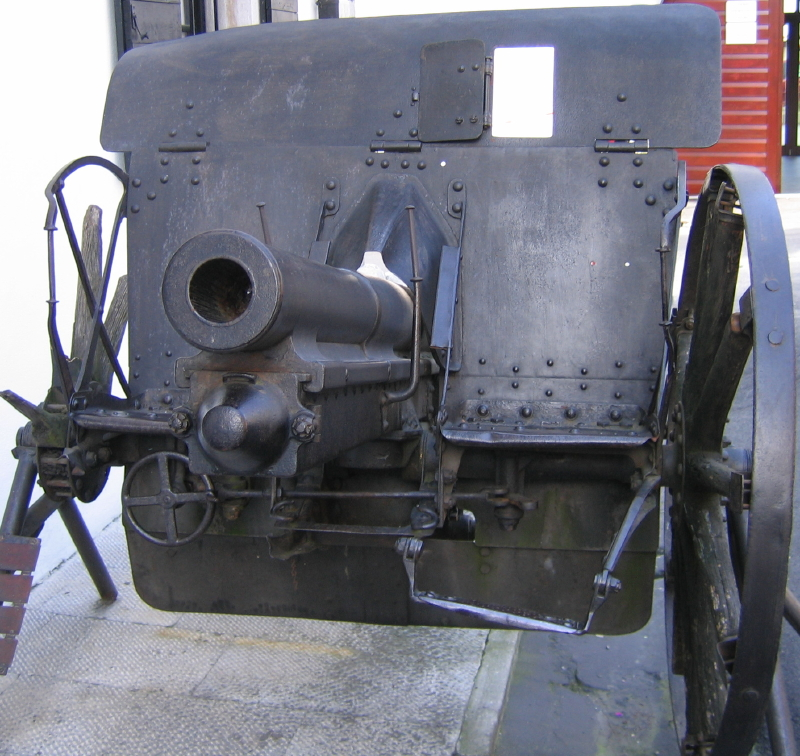
75/27 Mod. 1906 del Regio Esercito
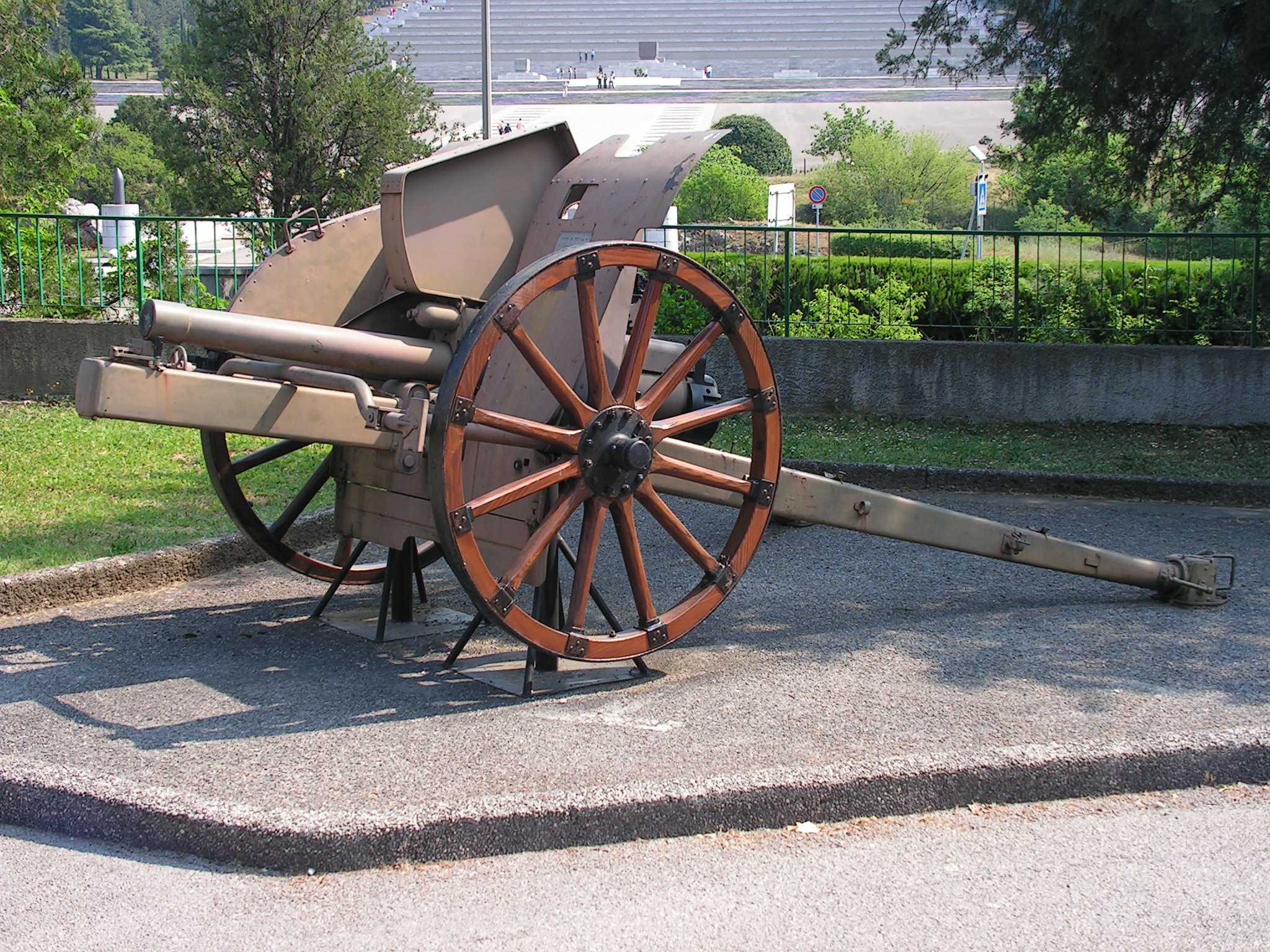
75/27 Mod. 1911 del Regio Esercito, in servizio insieme al Mod. 1906
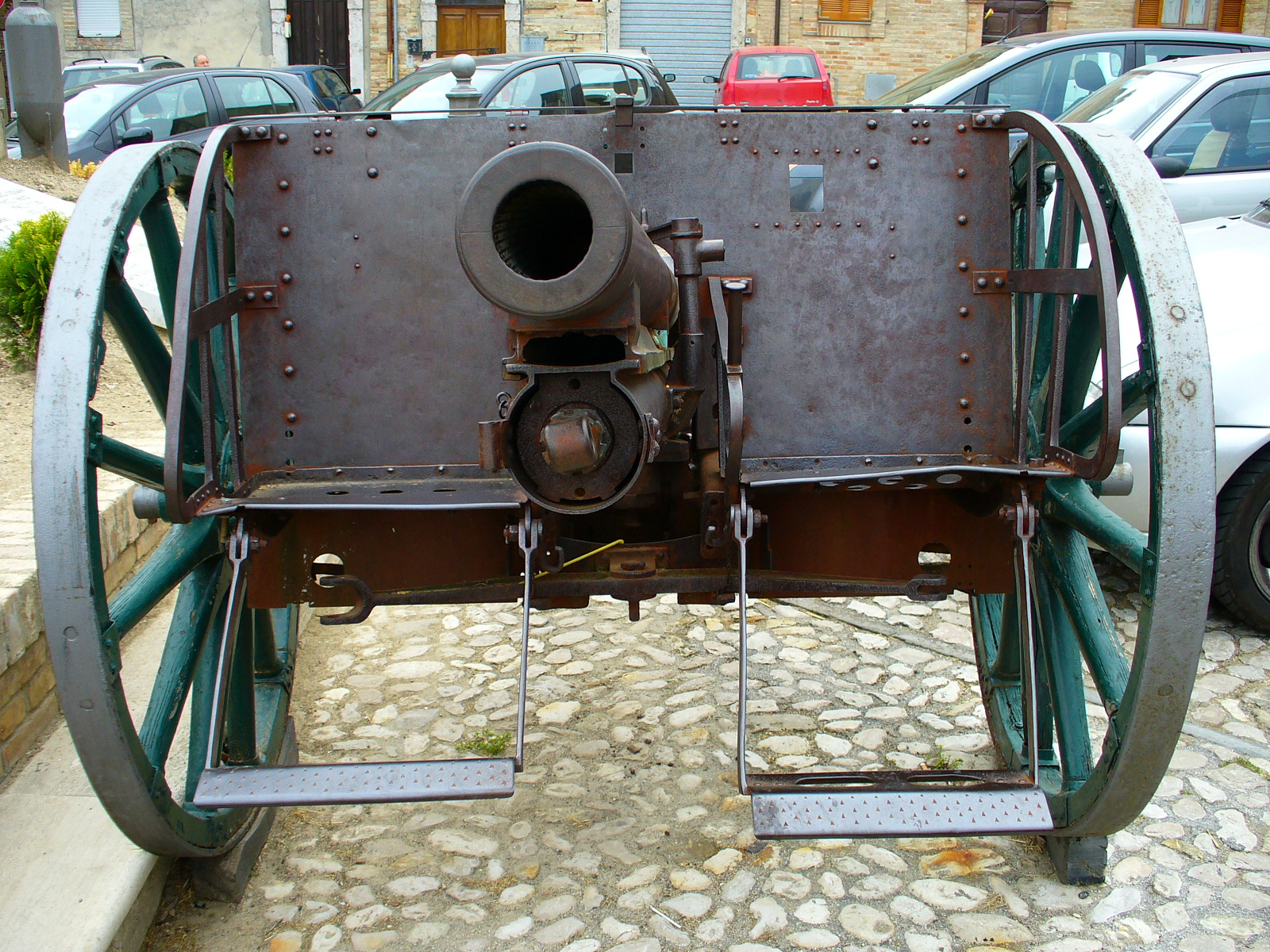
Böhler 8 cm Vz. 1905 dell'Imperiale e regio Esercito austro-ungarico

### Principali cannoni/obici campali nella seconda guerra mondiale

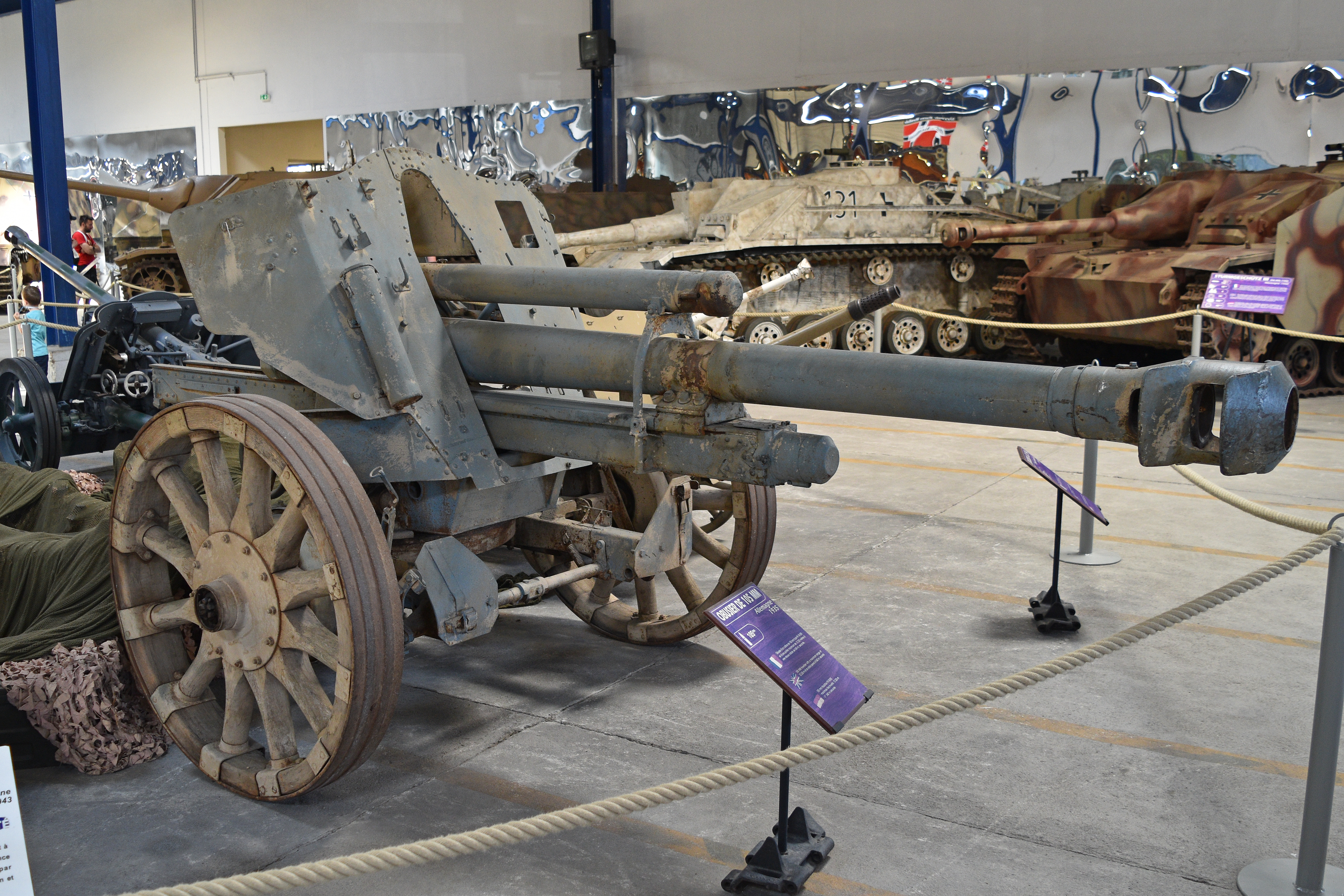
10,5 cm leFH 18 della Wehrmacht
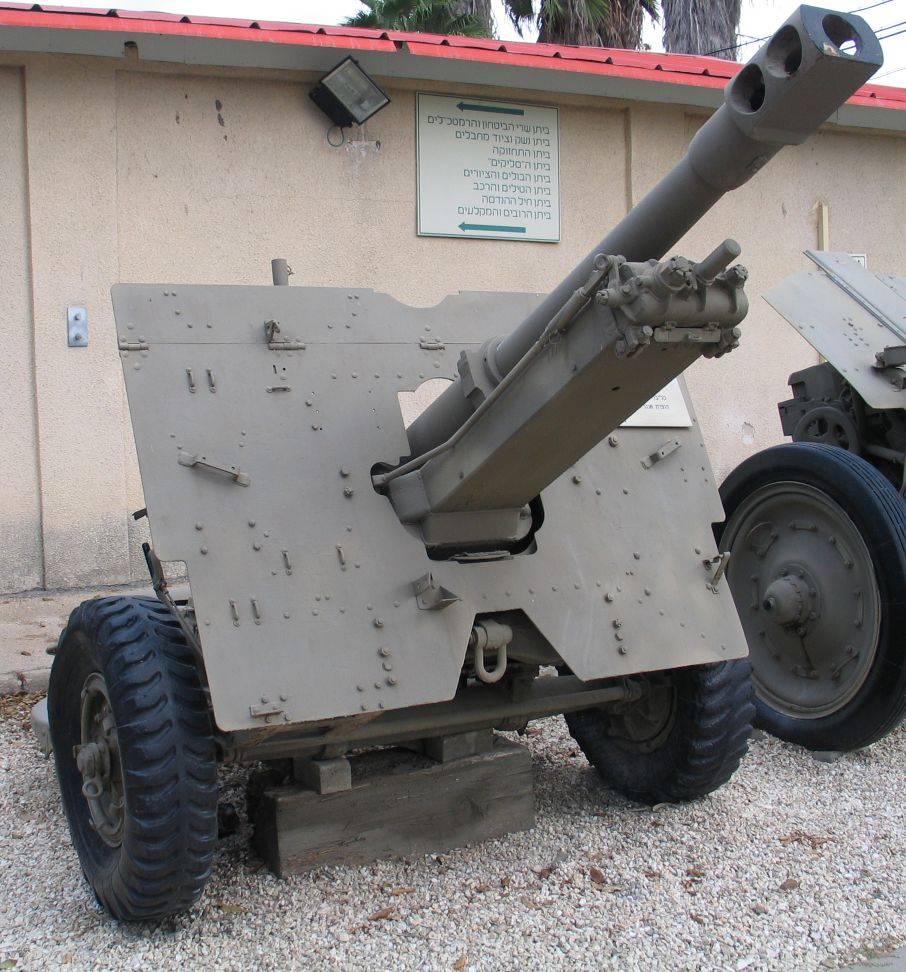
Ordnance QF 25 lb del British Army
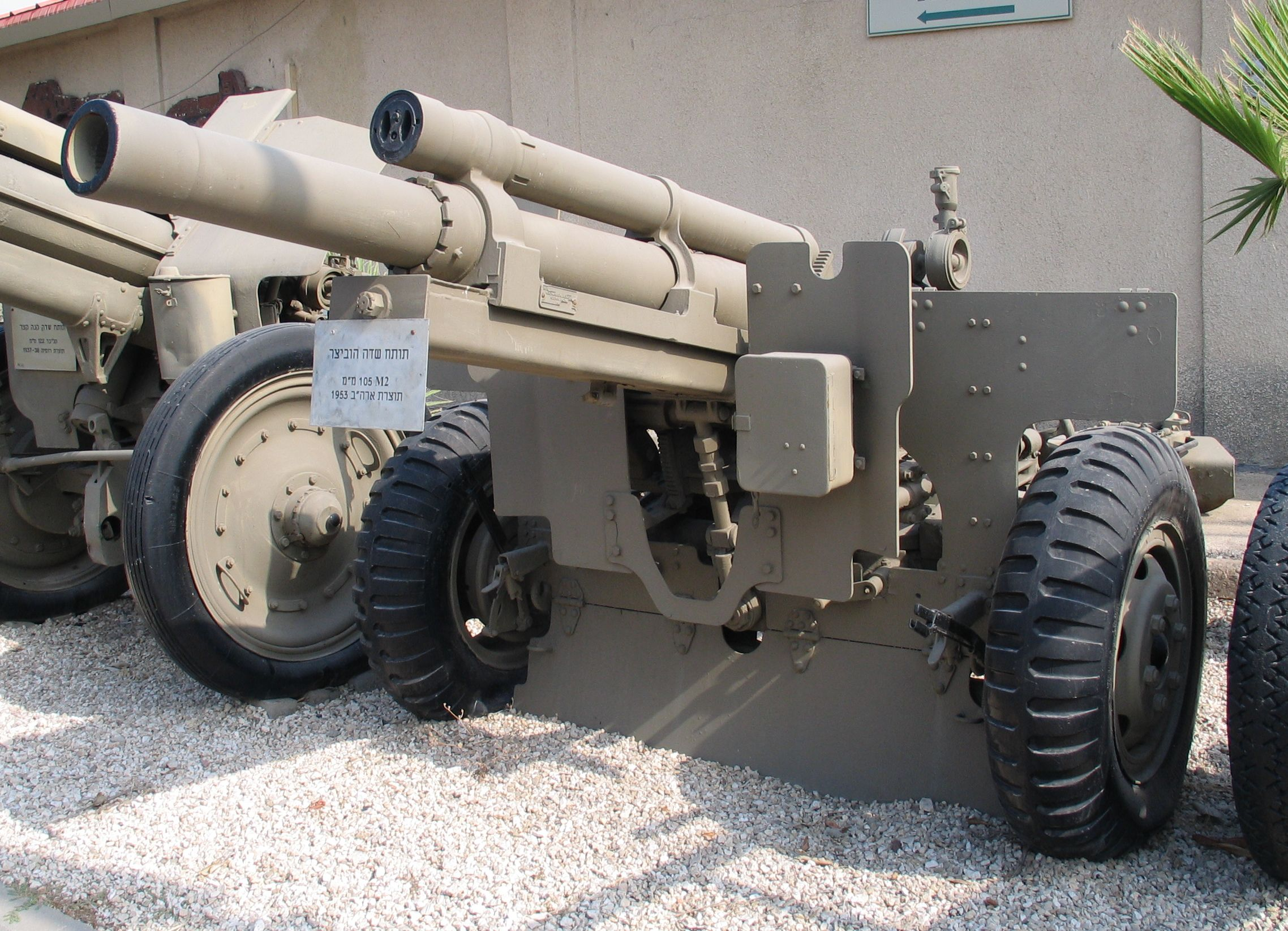
105 mm M101 del United States Army
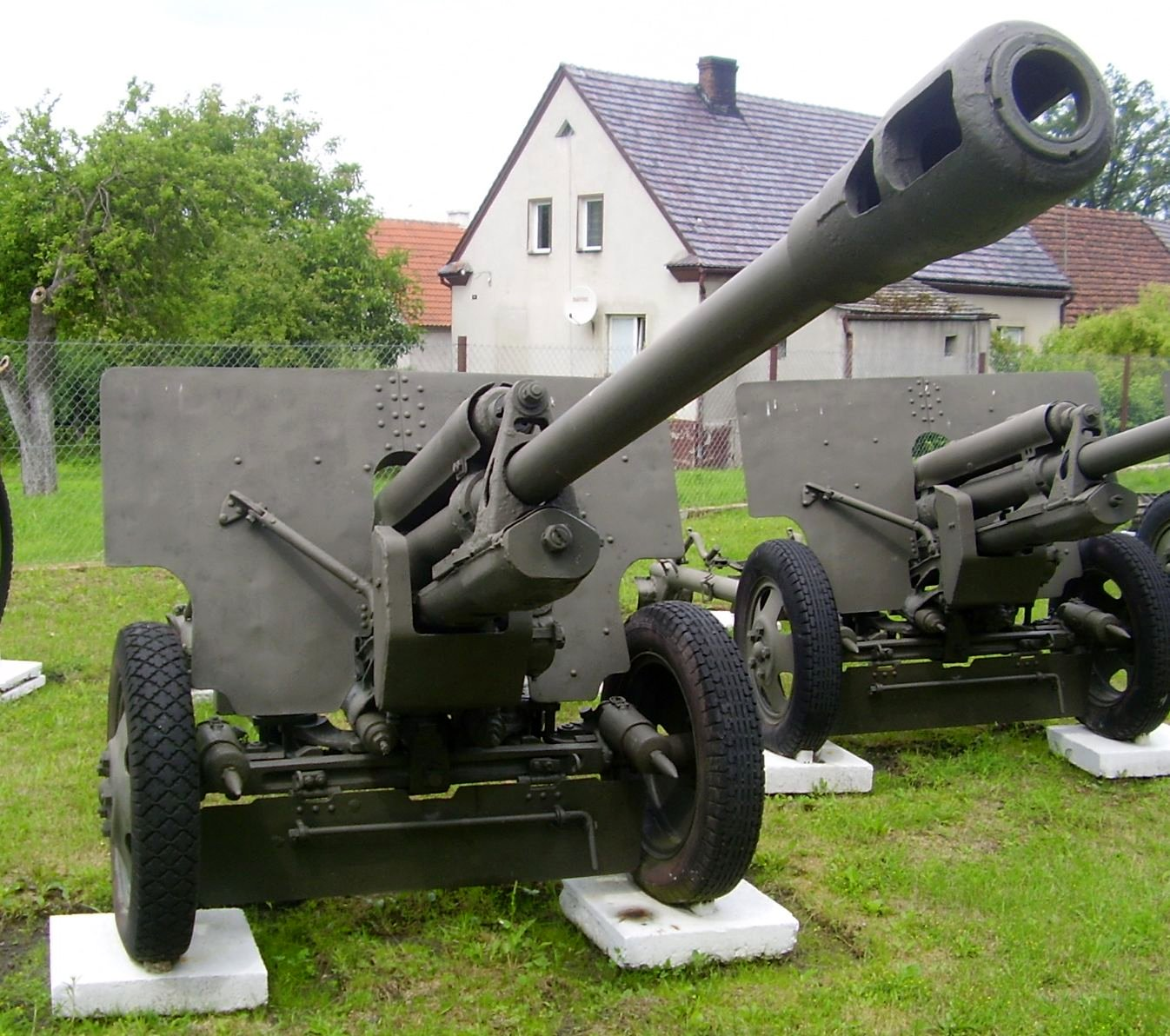
76 mm M1942 dell'Armata Rossa
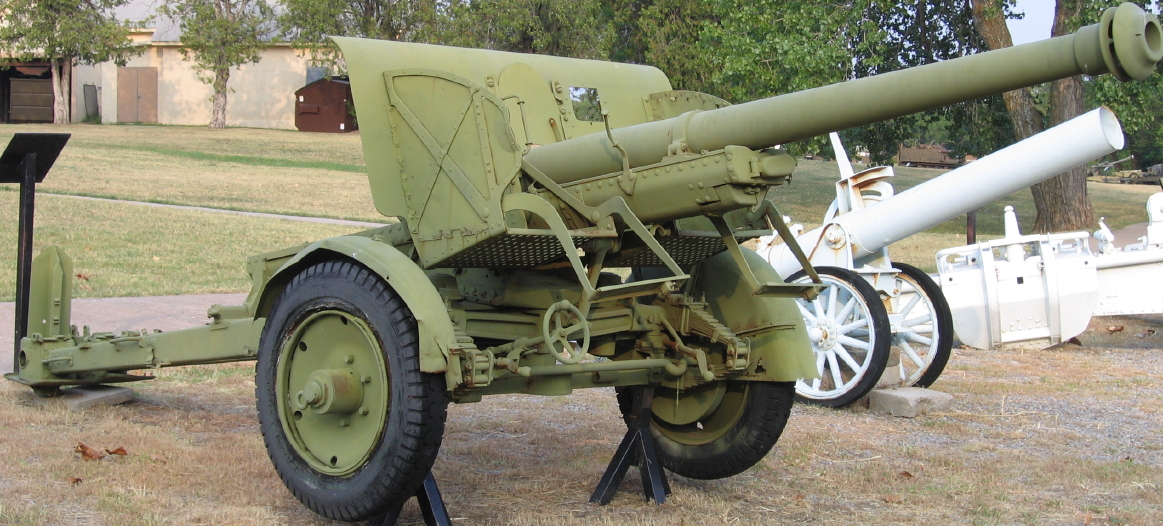
Type 90 75 mm dell'Esercito Imperiale Giapponese
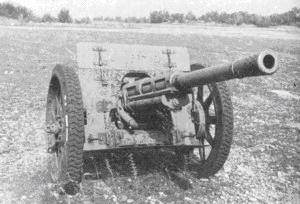
75/32 Mod. 1937 del Regio Esercito